# Демон (информатика)
 Тази статия е за понятието в информатиката.  За свръхестественото същество вижте демон.  
В информатиката и по-специално Unix-съвместимите системи демон (на английски: deamon) се нарича програма, работеща във фонов режим, изпълняваща определена служебна функция в системата, мрежата или предоставяща интернет услуги. Демонът е програма, която „слуша“ и чака за определено събитие. Обикновено нейната дейност остава незабелязана за потребителя.
В системите Windows този тип процеси се наричат услуги (Services).

## Демони
- amd
- anacron
- apmd
- arpwatch
- atd
- autofs
- bincimapd
- biod
- bootparmd
- chttpd
- crond
- devfsd
- dhcpd
- drakfont
- dpid
- egpup
- fetchmail
- fingerd
- ftpd
- gated
- gpm
- httpd
- identd
- idmapd
- inetd
- initd
- imapd
- innd
- ipchains
- isdn
- kapmd
- kblockd
- kerneld
- keventd
- keytable
- kheader
- klogd
- ksoftirqd
- kswapd
- kswapd0
- kudsu
- kupdated
- launchd
- linuxconf
- lockd
- lpd
- mathoptd
- mcserv
- micro httpd
- mountd
- mysql
- named
- netfs
- network
- nfsd
- nfslock
- nmbd
- ntpd
- numlock
- pcmcia
- portmap
- postfix
- postgresql
- random
- retchmail
- rlprd
- routed
- rpcbind
- rpciod
- rquotad
- rstatd
- rusersd
- rwalld
- rwhod
- sched
- sendmail
- samba (software)|samba
- sendmail
- smbd
- smtpd
- snmpd
- sound
- squid
- sshd
- statd
- swapper
- syncd
- syslogd
- tcpd
- telnetd
- usb
- uptimed
- utelnetd
- vhand
- vsftpd
- walld
- webmin
- xfsd
- xinetd
- xntd
- ypbind